# Heimstaden Czech
Heimstaden Czech s.r.o. (do května 2020 RESIDOMO, s.r.o., do února 2017 RPG Byty) je největším poskytovatelem nájemního bydlení v České republice. Vlastní a spravuje na 43 tisíc bytů na Ostravsku a na území Moravskoslezského kraje. Vznikla při rozdělení zanikající společnosti OKD s rozhodným dnem 1. ledna 2006. K tomuto datu činila účetní hodnota aktiv 6,1 miliard korun a vlastní kapitál 4,5 miliardy korun.
V roce 2009 se jediným společníkem stala v Nizozemsku registrovaná společnost RPG Property B.V., která si nechala vyplatit podíl na vlastním kapitálu ve výši 367 milionů korun. K 1. lednu 2010 společnost RPG Byty provedla přecenění aktiv, došlo k navýšení o 14 miliard korun na výsledných 20 miliard korun. Přepočítaný vlastní kapitál k 1. lednu 2010 činil 15 miliard korun. V roce 2012 společnost vyplatila dividendu 4,59 miliardy korun, v roce 2013 vyplatila dividendu 4,65 miliardy korun. V roce 2012 se také od společnosti odštěpila část jmění, která přešla na RPG RE Land, s.r.o.
V dubnu 2014 se jediným akcionářem společnosti stala v Nizozemsku registrovaná společnost Domus N.V., dceřiná společnost RPG Property B.V., kterou vlastnila BXR Group Limited, z 50 % ovládaná Zdeňkem Bakalou a jeho rodinou. Domus N.V. měla v plánu vstoupit na burzu v Amsterdamu, tento plán se však nakonec neuskutečnil. Při této příležitosti byl majetek společnosti oceněn na 24,6 mld. Kč. Za rok 2014 vykázala provozní zisk 1,5 miliardy korun při tržbách 2,9 miliardy korun.
V listopadu 2015 se jediným akcionářem společnosti stala společnost Fondy Bydleni 1, s.r.o., vlastněná společností Fondy Bydleni 2 S.á.r.l. se sídlem v Lucemburku. Tuto společnost měl ovládat americký realitní investor Round Hill Capital, podle oznámení Úřadu pro ochranu hospodářské soutěže však měl Round Hill Capital na lucemburské společnosti jen nepřímý a menšinový podíl. Podle serveru Echo24 byla většinovým vlastníkem velká americká investiční společnost (odborným názvem hedgefonds) Blackstone Group.
Po změně vlastníka došlo ke změně názvu společnosti, která se od února 2017 nazývala RESIDOMO. Na začátku roku 2020 byla oznámena koupě společnosti švédskou firmou Heimstaden Bostad a ke konci května 2020 se společnost stala její českou pobočkou pod názvem Heimstaden Czech.